# Lolo Ferrari
Lolo Ferrari, pseudonimo di Ève Geneviève Aline Vallois (Clermont-Ferrand, 9 febbraio 1963 – Grasse, 5 marzo 2000), è stata un'attrice, attrice pornografica, ballerina e cantante francese di origini italiane.

## Biografia
Alcuni aspetti biografici della sua infanzia sono ancora avvolti nel mistero: taluni, ad esempio, ritengono che ella sia nata in realtà l'8 novembre 1963. Per molto tempo si è pensato che fosse nata nel 1970 ma ciò significherebbe che sia convolata a nozze minorenne, cosa illegale in Francia.
Da giovane ha lavorato come modella e nel 1988 sposò Éric Vigne. Nel corso dei primi anni novanta ha fatto molte operazioni chirurgiche per aumentare il seno, portandolo a una grandezza di 180 cm: il Guinness dei primati la ricorda per questo come la donna dal décolleté più grande di tutti i tempi. È stata anche ospite di Giancarlo Magalli in una trasmissione della Rai nella quale, dopo aver parlato delle sue celebri protesi al seno, dichiarò che il suo sogno era di estremizzare le proprie caratteristiche femminili (seno, labbra, ecc) tramite interventi chirurgici.
Dopo le operazioni ha fatto vari film porno, raggiungendo una discreta fama nel settore. Nel 1996 prese parte al Festival di Cannes (per aver recitato nella pellicola Camping Cosmos di Jan Bucquoy e il produttore Francis De Smet) e da tale partecipazione ricevette numerosa pubblicità: è in questo periodo che assunse il nome d'arte di Lolo Ferrari, che, pur riprendendo quello della nonna materna, può essere interpretato come un segno di ammirazione nei confronti della celebre casa automobilistica italiana, anche se con essa condusse una battaglia legale quando stava per lanciare una sua linea di intimo.
Il 5 marzo 2000, all'età di 37 anni, Lolo fu trovata morta in casa dal marito in circostanze misteriose. L'autopsia individuò le cause della morte in un'overdose di antidepressivi e tranquillanti che la Ferrari era solita prendere a causa di una depressione cronica che la caratterizzava oramai da anni. Il caso venne chiuso poco dopo imputando il decesso a un suicidio. I familiari richiesero, e ottennero, una seconda autopsia sul cadavere due anni dopo i fatti, sospettando un coinvolgimento del Vigne. Dal secondo referto del medico legale emergevano elementi atti a supporre che la reale causa del decesso fosse da imputarsi in un soffocamento indotto. Il vedovo venne ufficialmente indagato per l'omicidio dell'attrice e trattenuto in carcere per 13 mesi. A seguito di ulteriori indagini medico-legali effettuate, Éric Vigne, fu definitivamente scagionato da ogni accusa nel 2007.
Lolo Ferrari riposa a Grasse, in una tomba anonima del Cimitero des Roumiguières in route de Pégomas.

## Filmografia

### Filmografia tradizionale
- Het Verdriet van België - miniserie TV (1995)
- Camping Cosmos, regia di Jan Bucquoy (1996)
- Quasimodo d'El Paris, regia di Patrick Timsit (1999)
- Stuhlberg - Der jüngste Manager Europas, regia di Steffen Jürgens e Jasper Ahrens - cortometraggio (1999)

### Filmografia pornografica
- Le King de ces dames, regia di Gabriel Pontello (1995)
- Big DD (1996)
- Double Air Bags (1996)
- Planet Boobs (1996)
- Mega Tits (1998)
- Lolo Ferrari Special: The Biggest Tits In The World - immagini d'archivio (2000)

## Discografia

### Singoli
- 1996 - Airbag Generation
- 1997 - Set Me Free